# عزبة الرجيبة
الرجيبة، عزبة تابعة لمركز شبراخيت بمحافظة البحيرة في جمهورية مصر العربية.